# Theridion flavonotatum
Theridion flavonotatum är en spindelart som beskrevs av Becker 1879. Theridion flavonotatum ingår i släktet Theridion och familjen klotspindlar. Inga underarter finns listade i Catalogue of Life.